# كونراد بلاك
كونراد بلاك (بالإنجليزية: Conrad Black)‏ هو كاتب سير ذاتية ومؤرخ وناشر وكاتب سير وسياسي بريطاني وكندي، ولد في 25 أغسطس 1944 في مونتريال في كندا. انتخب عضو مجلس اللوردات (31 أكتوبر 2002 – ).

## روابط خارجية
- كونراد بلاك على موقع IMDb (الإنجليزية)
- كونراد بلاك على موقع الموسوعة البريطانية (الإنجليزية)
- كونراد بلاك على موقع مونزينجر (الألمانية)
- كونراد بلاك على موقع إن إن دي بي (الإنجليزية)